# سیارک ۳۴۸۸
سیارک ۳۴۸۸ (به انگلیسی: 3488 Brahic، نامگذاری:1980PM) سه هزار و چهارصد و هشتاد و هشتمین سیارک کشف شده‌است که در ۸ اوت ۱۹۸۰ کشف شد.
قدر مطلق سیارک برابر ۱۳٫۰۰ است.